# J’en ai marre!
A J'en ai marre! (Magyarul: Elegem van!) a francia énekesnő, Alizée ötödik kislemeze, mely 2003. február 25-én jelent meg. A kislemez tartalmazta a dal instrumentális verzióját is. A dalhoz készült egy angol verzió is, az I'm Fed Up!, melyet kiadtak nemzetközi kislemezként és szerepelt a Mes courants électriques album nemzetközi kiadásán is. Japánban Mon bain de mousse (Magyarul: Az én habfürdőm) címen adták ki, miután Alizée-t felkérték, hogy szerepeljen egy Elise nevű keksz reklámjában.

## A klip
A videót 2003. február 4-én forgatták, melynek rendezője Olivier Megaton volt. A klip az M6 csatornán debütált 2003. február 19-én. Ez volt az első klipes dal Alizée második nagylemezéről, a Mes courants électriques-ről.
A klipben Alizée egy piros és fekete színű ruhában látható, egy hatalmas üvegkockába zárva. Egyes jelenetekben egy sárga teniszlabdát dobál az üvegfalhoz, míg másokban földhöz vág egy kamerát. Mindez Alizée és a média viszonyát jelképezi, vagyis Alizée nehezen viseli, hogy mindenhová lesifotósok követik és bezárva érzi magát. A videó közepén, az utolsó refrén után Alizée széttöri az üvegkockát.
A 2004-ben megjelent Alizée en concert DVD tartalmaz egy videót, melyen a J'en ai marre! klipforgatása látható.

## Kiadások és tracklisták
French CD Single
1. "J'en ai marre!" – 4:35
2. "J'en ai marre!" (Instrumental Mix) – 5:05

French CD maxi single
1. "J'en ai marre!" (Single Version) – 4:35
2. "J'en ai marre!" (Soft Skin Club Mix) – 7:40
3. "J'en ai marre!" (Bubbly Club Remix) – 7:50
4. "J'en ai marre!" (My Goldfish is Under me Remix) – 3:40

French 12" vinyl single
A oldal:
1. "J'en ai marre!" (Soft Skin Club Mix) – 7:40

B oldal:
1. "J'en ai marre!" (Bubbly Club Remix) – 7:50
2. "J'en ai marre!" (My Goldfish is Under me Remix) – 3:40

## Listák és eladások
| Lista(2003)                     | Peak Helyezés |
| ------------------------------- | ------------- |
| Osztrák Kislemez Lista          | 43            |
| Belga (Flandria) Kislemez Lista | 18            |
| Belga (Vallónia) Kislemez Lista | 5             |
| Francia Kislemez Lista          | 4             |
| Német Kislemez Lista            | 21            |
| Magyarország                    | 40            |
| Olasz Kislemez Lista            | 23            |
| Japán Kislemez Lista            | 2             |
| Tajvan Kislemez Lista           | 5             |
| Svéd Kislemez Lista             | 57            |
| Svájci Kislemez Lista           | 5             |

## Minősítések
- Franciaország: aranylemez; 256.000+ eladott példányszám
- Belgium: aranylemez; 25.000+ eladott példányszám